# Chapman Entertainment
Chapman Entertainment Limited fue una productora de televisión británica fundada por Keith Chapman y Greg Lynn, con sede en Londres. La empresa se centró en producir contenido dirigido al público preescolar.

## Historia

### 2001-2008
La empresa fue fundada en Londres por Greg Lynn en 2001, junto con Keith Chapman y Andrew Haydon, ex director general de John Reid Entertainment, Una empresa de representación artística. La empresa se creó con el fin de explotar los derechos de propiedad intelectual de las creaciones de Chapman y de terceros interesados.
La empresa está estructurada para permitir mayores recompensas y participación a los creadores de propiedades. Esto surgió de las propias frustraciones de Chapman por su falta de participación con su personaje Bob el Constructor. Creó el personaje a principios de los 90 y llegó a un acuerdo con HIT Entertainment Lo que les permitió desarrollar aún más el personaje. El proyecto fue entregado a HOT Animation, Especificalmente Jackie Cockle y Curtis Jobling, quien tomó el título básico y la premisa del show y lo desarrolló internamente desde un lienzo en blanco, El programa resultante fue encargado por el departamento infantil de la BBC.
La empresa firmó un acuerdo de desarrollo exclusivo con el filial de Universal Pictures Home Video, Vision Video Ltd. En junio de 2001, Universal se encargó de producir nuevo contenido que distribuiría. La compañía produciría un piloto para una serie animada stop-motion centrada a las Chicas. Universal se retiró del acuerdo en 2003 tras una reestructuración en su entonces empresa matriz Vivendi Universal.
El 18 de marzo de 2004, Chapman anunció que Channel 5 y Nick Jr. habían dado luz verde a su primera producción - Fifi and the Flowertots para un estreno simultáneo en la primavera de 2005. El 1 de septiembre, la compañía firmó un acuerdo de distribución con Target Entertainment para "Fifi" fuera de América del Norte y el Reino Unido, que Chapman seguiría manejando.
El lanzamiento mundial de "Fifi and the Flowertots" comenzó el 2 de mayo de 2005 con su emisión inicial en el bloque de programación infantil de Five. Milkshake!, y fue seguido con su lanzamiento en Nick Jr. al final del mes. Fifi and the Flowertots presenta la voz de Jane Horrocks como la voz del personaje principal. El 17 de octubre, la compañía anunció el lanzamiento de su segunda producción - Roary the Racing Car, que contaría con los roles de voz de Peter Kay cono Big Chris y el piloto de carreras Stirling Moss cómo el Narrador, Target Entertainment se encargó de la distribución internacional de la serie, que se emitiría en la primavera de 2007. La idea del programa fue sugerida por el empleado de Brands Hatch, David Jenkins.
El 31 de marzo de 2006, "Fifi and the Flowertots" fue renovada para una segunda temporada, de la cual los primeros trece episodios se emitirían poco después del anuncio y el resto se emitirá entre el verano y la primavera de 2007. El 5 de junio de 2006, Five y Nick Jr. adquirieron los derechos televisivos  para Roary the Racing Car.
Roary the Racing Car Hizo oficialmente su estreno simultáneo en Five's Milkshake! y Nick Jr. en mayo de 2007.. El 19 de junio de 2007, HIT Entertainment adquirió los derechos de distribución de "Roary" y "Fifi" en América del Norte y Japón..
El 5 de junio de 2008, la compañía anunció que abriría un estudio independiente en Altrincham, Cheshire, con la segunda temporada de Roary the Racing Car siendo el primer programa producido dentro del estudio. El 1 de octubre, Nickelodeon UK y Five volvieron a encargar "Fifi" para una tercera temporada en 2009.

### 2008-2013
El 30 de septiembre de 2009, la empresa anunció la preventa de Little Charley Bear y Raa Raa the Noisy Lion a CBeebies en el Reino Unido, con HIT Entertainment funcionando como la agencia de distribución del programa anterior.
En julio de 2011, Chapman Entertainment anunció la salida de su director general, Greg Lynn, antes de los despidos masivos de la empresa. "El aumento de los costos y las difíciles condiciones comerciales" fueron las razones mencionadas por los despidos. Al mes siguiente, la empresa anunció que se había puesto a la venta, culpando a las bajas ventas de juguetes como la principal causa.
El 28 de febrero de 2012, la distribuidora de Chapman, Target Entertainment, fue puesta bajo administración por sus propietarios Metrodome. Chapman consiguió un nuevo acuerdo de distribución fuera de Estados Unidos y el Reino Unido con Cake Entertainment para todo su catálogo el mes siguiente.. En noviembre de 2012, Chapman Entertainment anunció que la empresa sería puesta bajo administración, culpando nuevamente a las bajas ventas de juguetes como la causa principal..
En septiembre de 2013, DreamWorks Animation adquirió el catálogo de contenido de Chapman Entertainment. Esta adquisición amplió la creciente colección de marcas de entretenimiento familiar de DreamWorks, que también incluía propiedades adquiridas cuando adquirió Classic Media en 2012. Los programas de Chapman ahora se distribuyen a través de DreamWorks Distribution, la operación de distribución de televisión de DreamWorks Animation con sede en el Reino Unido.
 La empresa quedó inactiva después de adquirir la biblioteca y se disolvió por completo en agosto de 2017.
A partir de hoy, los espectáculos de Chapman en Estados Unidos están actualmente disponibles en Peacock, El Servicio de Streaming de NBCUniversal.

## Series Producidas
- Fifi y los Floriguitos (2005–2010)
- Roary: el Carrito Veloz (2007–2010)
- El osito Charley (2011–2015)
- Raa Raa el león ruidoso (2011–2018)